# Slovenija na Zimskih olimpijskih igrah 1994
Slovenija na Zimskih olimpijskih igrah 1994, ki so potekale v Lillehammerju, Norveška. To je bil drugi nastop na Zimskih olimpijskih igrah za Slovenijo, ki jo je zastopalo dvaindvajset športnikov v treh športnih. Na otvoritveni slovesnosti je bil zastavonoša Jure Košir. Slovenski športniki so osvojili tri bronaste medalje, vse v alpskem smučanju. Sploh prvo zimsko olimpijsko medaljo za Slovenijo je osvojila Alenka Dovžan s tretjim mestom v kombinaciji, v slalomu pa sta bronasti medalji osvojila Katja Koren in Jure Košir.

## Medalje
|           | Zlato | Srebro | Bron | Skupno |
| Slovenija | 0     | 0      | 3    | 3      |